# Glasmaster (Presswerk)

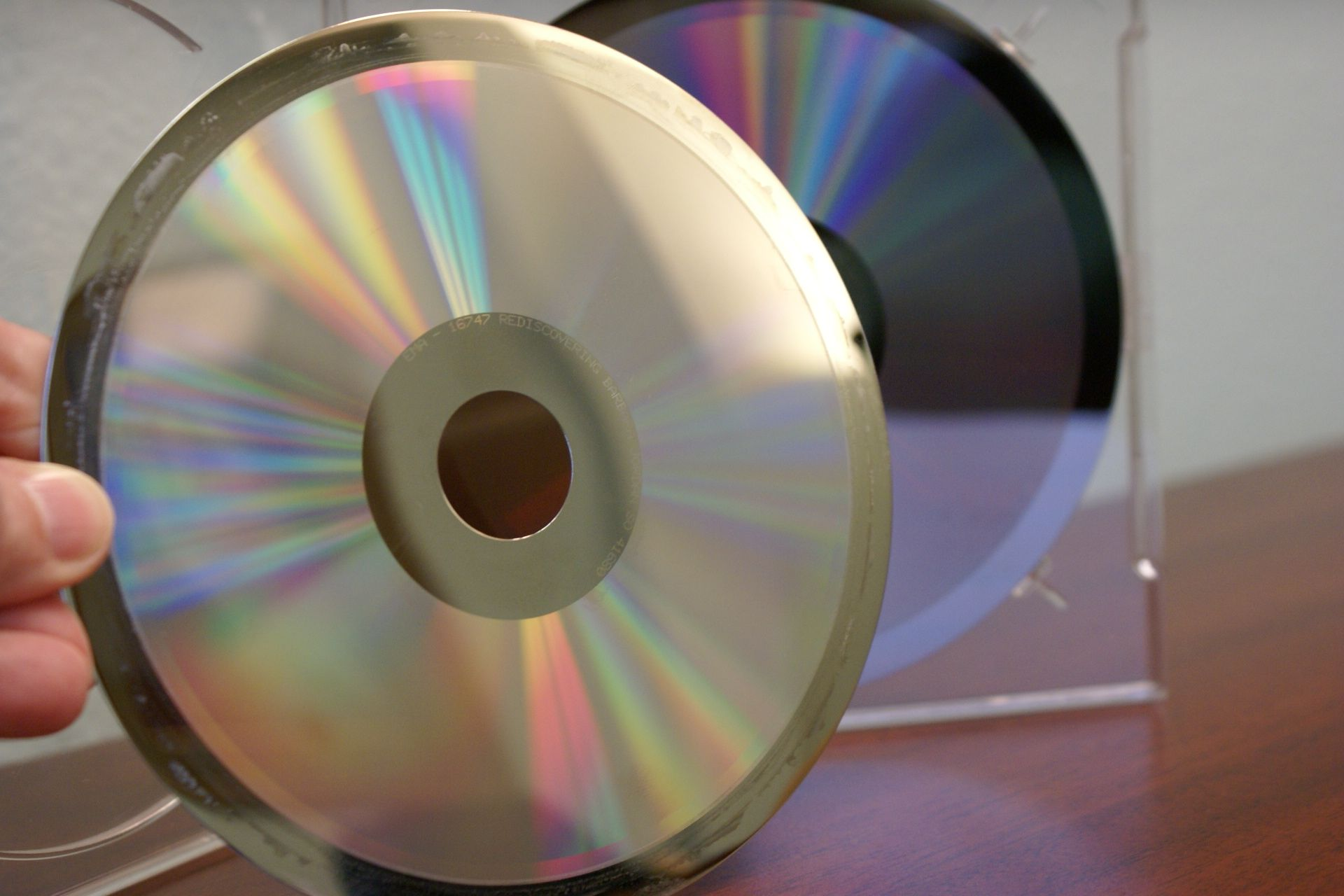
Ein metallisierter Glasmaster

Der bzw. das Glasmaster ist bei einer CD/DVD-Herstellung das eigentliche Press-Werkzeug im Presswerk. Der Vorgang zur Erstellung eines Glasmasters nennt man Glasmastering.

## Glasmastering CD
Beim Glasmastering für eine CD wird die Information des Premasters mit Hilfe eines Laserstrahls, ähnlich wie beim Brennen einer CD-R, auf eine mit einer photoresistenten Schicht überzogene Glasscheibe übertragen. Deren Durchmesser beträgt 240 mm und die Dicke 6 mm. Sie hat eventuell auch einen metallenen Innenkreis, um industrielle Bearbeitung zu ermöglichen. Die Träger werden speziell für das Glasmastering erstellt und die Trägerfläche muss absolut glatt poliert sein, denn schon mikroskopisch kleine Kratzer auf dem Glasträger beeinflussen die Qualität des erstellten Glasmasters.
Das resultierende Glasmaster dient als Vorlage für die Erstellung des Stampers bei der Galvanisierung. Die lichtempfindliche Lackschicht wird jedoch zu Beginn der Galvanisierung unwiederbringlich zerstört, sodass nur die davon erstellten werkspezifischen Stamper eingelagert und für folgende Pressungen verwendet werden können.
Glasmastering muss in einem Reinraum, der mindestens die Anforderungen der Klasse 100 (=ISO 5) erfüllt, durchgeführt werden. Staub, Pollen, Haar oder Rauchpartikel können den erstellten Glasmaster zerstören, während er erstellt wird. Wenn der Glasmaster fertig ist, ist er von diesen Umwelteinflüssen nicht mehr beeinflussbar; doch während der Fertigung kann er dadurch unbrauchbar werden.

## Glasmastering DVD
Grundsätzlich ist der Vorgang dem Glasmastering für eine CD-Produktion sehr ähnlich. Allerdings müssen für jede Schicht (Layer), die Daten enthält, eigene Stamper erstellt werden.